# Tarsis
Tarsis, auch Tarschisch (hebräisch תַרְשִׁישׁ Taršīš), wird als Name und Ort an mehreren Stellen der Bibel erwähnt. Nach Genesis (1. Buch Mose) 10,4  ist Tarschisch Sohn Jawans, Bruder Elischas, der Kittäer und der Rodaniter und ein Ur-Enkel Noachs. Tarsis wurde mit Tarsus in Kilikien, aber auch mit Tartessos in Spanien identifiziert.

## Lokalisierung und erste Handelskontakte
Die in der Antike belegte Gleichsetzung mit Tarsos in Kilikien ist wohl damit zu erklären, dass die eigentliche Lage des Ortes vergessen worden war, und beruht auf dem ähnlichen Klang der Namen. Für die Lokalisierung am westlichen Rand des Mittelmeers spricht die Erwähnung eines Landes „Tarsisi“ (KUR tar-si-si) in einer Inschrift des Assyrerkönigs Assurhaddon: „Alle Könige, die mitten im Meer wohnen, von Zypern (Iadanana) und Griechenland (Iaman) an bis nach Tarsisi, unterwarfen sich meinen Füßen.“ Die geographischen Angaben sollen zweifellos die ganze Breite des Mittelmeers umschreiben. So beschreibt Jona 1,3 , dass Jona, nach Ninive gesandt, versuchte, nach Tarsis zu fliehen, was zweifellos der von Ninive am weitesten entfernte Ort sein sollte.
Da Zypern und Griechenland im östlichen Mittelmeerraum liegen, war „Tarsisi“ im westlichen Mittelmeerbereich als am weitesten entfernter Ort zu suchen. Der Ort liegt sogar jenseits der Straße von Gibraltar, also über das westliche Ende des westlichen Mittelmeers hinaus; zum anderen lassen sich sowohl „Tartessos“ als auch „Tarsis“ auf ein alt-iberisches trs/trt zurückführen. Erste Handelskontakte mit Tarsis sind über die Phönizier ab dem 8. Jahrhundert v. Chr. belegt. Archäologische Untersuchungen bezeugen, dass die frühesten Handelsbeziehungen Andalusiens, speziell der Region um das heutige Huelva, mit dem östlichen Mittelmeergebiet ab etwa 900 v. Chr. existierten und im 8. sowie 7. Jahrhundert v. Chr. intensiviert wurden.
Giovanni Garbini hält demgegenüber an Tarsus in Kilikien fest, was zu der in der Bibel angegebenen nördlichen Lage passen würde.

## Erwähnungen im Alten Testament
„Tarsis“ ist nicht nur als Name und geographische Bezeichnung belegt, sondern wurde auch als Bezeichnung für einen Edelstein in Exodus 28,20  und Ex 39,13  als Teil des Brustschildes des Hohenpriesters beschrieben. Da der Ort Tarsis häufig mit Handel oder edlen Tributgaben verbunden ist, wird der Ortsname vermutlich auf einen von dort stammenden beziehungsweise dort gehandelten Edelstein übertragen worden sein.
Die Identifizierung mit Tartessos lässt sich auch mit der biblischen Erzählung aus 1. Könige 10,21 f.  verbinden, nach der die Tarsisflotte Salomos einmal in drei Jahren wertvolle Waren – Gold, Silber, Elfenbein, Affen und Pfauen bzw. Perlhühner (alte EÜ) – gebracht haben soll. Auch das zweite Buch der Chronik weist in 2 Chr 20,36  Tarsis als einen Ort aus, der mit Schiffen über das Wasser erreicht werden kann. Allerdings war Tarsis als Handelspartner und Region zu Salomos Regierungszeit im östlichen Mittelmeerraum unbekannt. Die an Salomo legendenhaft erfolgte Zuordnung der Tarsis-Schiffe konnte zwischenzeitlich als anachronistische Ergänzung der Verhältnisse des 8. und 7. Jahrhunderts v. Chr. nachgewiesen werden. Die Erwähnungen des Elfenbeins und der Affen verweisen wohl auf altägyptische Handelslisten, die sich auf Expeditionen nach Punt beziehen. Im Rahmen des phönizischen Handels kann der Transport jener Fracht freilich auf den Tarsis-Schiffen im Verbund mit Goldlieferungen durchgeführt worden sein. In diesem Zusammenhang sind im gleichen Zeitraum phönizische Warenumschlagsstationen in Ägypten am Roten Meer bezeugt.
Im Buch Ester (1,13-14 ) wird erwähnt, dass König Artaxerxes I. „sich mit den Weisen besprach, die sich in der Geschichte auskennen; denn er pflegte seine Angelegenheiten vor den Kreis der Gesetzes- und Rechtskundigen zu bringen, die zu ihm Zutritt hatten, nämlich Karschena, Schetar, Admata, Tarschisch, Meres, Marsena, Memuchan, die sieben Fürsten Persiens und Mediens. Sie hatten freien Zugang zum König und nahmen den ersten Rang im Königreich ein.“ Anschließend verstieß er die Königin Waschti. In Medien gab es bedeutende Goldvorkommen, die schon in der iranischen Frühgeschichte ausgebeutet wurden.
In Psalm 72,10  heißt es, dass die „Könige von Tarschisch und von den Inseln“ dem idealen (messianischen) König Geschenke bringen. Hier ist wie in der Assurhaddon-Inschrift gemeint, dass der König Tribut auch von den am weitesten über das Meer hin entfernt liegenden Ländern empfängt.
Aus Jesaja 60,9  und Jeremia 10,9  geht hervor, dass aus Tarsis Silber und Gold eingeführt wurden, was für die Identifizierung mit dem antiken Goldland Tartessos spricht. Der in 1. Könige 10,21 f.  erwähnte Tarsis-Handel Salomos nennt weitere Kostbarkeiten, darunter Elfenbein, das aus Afrika oder Syrien stammte. Dies spricht aber nicht gegen die Identifizierung mit Tartessos, das als Umschlagplatz auch für kostbare Waren anderer Herkunft gedient haben könnte.
In Ez 27,12  und 27,25  steht: „Tarschisch kaufte bei dir wegen der Fülle deiner Güter; Silber, Eisen, Zinn und Blei gaben sie für deine Waren“, und: „Die Schiffe von Tarschisch dienten dir als Karawanen für deine Waren.“
Dass Tarsis ein weit entfernter Ort ist, setzt auch das Buch Jona voraus. Gott beauftragte Jona, den Einwohnern der assyrischen Stadt Ninive ein Strafgericht zu verkünden. Jona weigerte sich und versuchte, von Jaffa aus mit dem Schiff nach Tarsis zu fliehen (Jona 1,3 ). Legt man die Identifizierung mit Tartessos zu Grunde, bedeutet Jonas Fluchtversuch, dass er in die entgegengesetzte Richtung fliehen wollte, nicht nach Osten (Ninive), sondern nach Westen (Tarsis/Tartessos), und dass er bis an das Ende der damals bekannten Welt fliehen wollte.

## Andere Interpretationen
Eine Sondermeinung vertrat Manfred Görg, der sich dagegen wendet, Tarsis mit einem realen Ort gleichzusetzen. Vielmehr sei der Name von den ägyptischen Wörtern für „Grenze“, „Bereich“ und „Wertvolles“ abzuleiten und mit „fernes Land voll Kostbarkeiten“ oder „Schatzinsel“ zu übersetzen. Danach handelt es sich also nicht um eine konkrete, sondern eher eine mythische oder ideale Größe. Diese Meinung hat zwar in ein gängiges Bibellexikon Eingang gefunden, kann aber nur als Minderheitsvotum gelten.